# Prîmorske, Henicesk
Prîmorske (în ucraineană Приморське) este un sat în comuna Ozereanî din raionul Henicesk, regiunea Herson, Ucraina.

## Demografie
Componența lingvistică a localității Prîmorske
     Rusă (57,14%)
     Ucraineană (42,86%)
Conform recensământului din 2001, majoritatea populației localității Prîmorske era vorbitoare de rusă (57,14%), existând în minoritate și vorbitori de ucraineană (42,86%).